# 范庫倫斯 (紐約州)
范庫倫斯（英語：Van Keurens）是位於美國紐約州達奇斯縣的非建制地區。

## 地理
范庫倫斯所處的海拔為高於海平面12米（即39英呎），而該地所採用的時區為UTC-5，即北美东部时区（EST）。同時該地設有夏令時間，為UTC-5調快一小時，即UTC-4（EDT）。